# 9x21mm IMI弾
9x21mm IMI弾は、イスラエル・ミリタリー・インダストリーズ社 (IMI) によって開発された民間向けの拳銃弾である。9x19mmパラベラム弾などを軍用と位置づけ、民間所有を禁じている市場（イタリアなど）を主なターゲットとしている。

## 概要
9x21mm弾は9x19mmパラベラム弾をベースに設計された。薬莢が19mmから21mmに延長されたが、弾丸の薬莢への埋め込みが深くなったため、全長はほとんど変化していない。初速やエネルギーといった性能面でもパラベラム弾とさほど変わりがない。
リムが薬莢からはみ出さないリムレス弾で、USPSAやIPSCといった射撃競技に好んで用いられる。リム付きの弾薬は、ダブルカラムマガジンに装填した場合に各々の弾薬の間に隙間が開いて作動不良を誘発したり、出来の悪い銃で使用すると互いに引っかかりあって弾詰まりを起こすなどの問題があったためである。この用途としては、.38スーパー弾をリムレス化した.38スーパー・オート弾にアメリカ国内でのシェアを奪われているが、その他の国では現在も頻繁に使用されている。
なお、同じ9x21mmの寸法を持つ弾薬として.357SIG弾があるが、これは.40S&W弾をもとにネックダウンした弾薬である。またロシア連邦保安庁が採用している9x21mmギュルザ弾も同寸法であるが、こちらもIMI弾とは別個に設計されたものである。

## 寸法
9x21mm弾の各部の寸法は上図の通り（単位はmm）。薬莢容積は1.01mlで、典型的なライフリングは転度254mm、溝の本数は4、内径は溝の上部で8.79mm、底部で9.03mm、溝と溝の間の幅は3.80mmに設定される。雷管はスモール・ピストル型を使用する。
民間人の安全な銃器の使用を保障する国際機関 C.I.P. (Commission Internationale Permanente Pour L'Epreuve Des Armes A Feu Portative) のガイドラインによると、9x21mm弾の最大発射圧は234MPaに達する。C.I.P.の加盟国で銃器・弾薬を市販するには、この数値の1.3倍の耐圧性を持たせなければならない。

## 使用銃
拳銃
- Arex Rex Zero 1
- BUL M-5
- Cz75
- Cz110
- FN ブローニング・ハイパワーDA
- H&K VP70Z
- Pardini GT9
- Tanfoglio Force
- アーセナルファイヤーアームズ ストライクワン
- カラカル・ピストル
- ベクターCP1（英語版）
- ベレッタ98
- ベレッタ90-Two
- ベレッタAPX
- ベレッタPx4
- ワルサーP5
- ワルサーP99
- ワルサーPPQ
- ワルサーPDP

自動小銃・サブマシンガン
- クリス ヴェクター
- ベレッタCx4
- UZI